# Mallerey
Mallerey – miejscowość i dawna gmina we Francji, w regionie Burgundia-Franche-Comté, w departamencie Jura. W 2013 roku populacja gminy wynosiła 65 mieszkańców. 
1 stycznia 2017 roku połączono dwie wcześniejsze gminy: Mallerey oraz Trenal. Siedzibą nowej gminy została miejscowość Trenal, a gmina przyjęła jej nazwę. 